# Aminagar Urf Bhurbaral
Aminagar Urf Bhurbaral là một thị trấn thống kê (census town) của quận Meerut thuộc bang Uttar Pradesh, Ấn Độ.

## Nhân khẩu
Theo điều tra dân số năm 2001 của Ấn Độ, Aminagar Urf Bhurbaral có dân số 5495 người. Phái nam chiếm 52% tổng số dân và phái nữ chiếm 48%. Aminagar Urf Bhurbaral có tỷ lệ 60% biết đọc biết viết, cao hơn tỷ lệ trung bình toàn quốc là 59,5%: tỷ lệ cho phái nam là 69%, và tỷ lệ cho phái nữ là 49%. Tại Aminagar Urf Bhurbaral, 18% dân số nhỏ hơn 6 tuổi.